# Hermann Bohner
Hermann Bohner (jap. Umschrift: ヘルマン ボーナー, Heruman Bōnā; * 8. Dezember 1884 in Abokobi (Goldküste); † 24. Juni 1963 in Kōbe, Japan) wurde zum Theologen ausgebildet. Er war 41 Jahre in Osaka (Japan) als Lektor/Professor für deutsche Sprache tätig. Seine Übersetzungen klassischer japanischer Quellenliteratur und zum Nō-Theater sind philologisch erstklassig, in Deutschland jedoch wenig bekannt.

## Leben
Hermann Bohner, der, wie so viele der bedeutenden Sinologen und Japanologen aus der zweiten Hälfte des 19. Jahrhunderts, aus einer Missionarsfamilie stammt, wurde am 8. Dezember 1884 in Abokobi (Goldküste) – als zweiter Sohn – geboren. Zu seinen jüngeren Geschwistern gehörten Alfred Bohner, geboren am 11. April 1894 und Gottlob Bohner, geboren am 23. Dezember 1888. Er war insgesamt 41 Jahre in Osaka als Sprachlehrer und Übersetzer japanischer Geschichtsquellen tätig.
Er starb nach kurzer schwerer Krankheit am 24. Juni 1963 in Kōbe, wo er auf dem Ausländer-Friedhof am Futatabiyama begraben liegt.

### Familie und Ausbildung
Seine Familie stammte aus dem nördlichsten Zipfel der damals bayerischen Rheinpfalz, aus Feil nahe Ebernburg. Der Vater (Philipp) Heinrich (1842–1905) war gelernter Schuster – daher oft zeitgenössisch „Gottes Schuster“ genannt. Er war ab 1863 für die Basler evangelische Missionsgesellschaft an der Goldküste tätig, wurde 1875 ordiniert und war stark in der Bekämpfung der Sklaverei engagiert. 1886 wechselte Heinrich Bohner nach Kamerun, das neue Schutzgebiet des deutschen Kaiserreichs. Dort leitete er als Präses zwölf Jahre lang die Mission, für die er über 100 Außenstationen und Schulen errichtete.
Die zehn Kinder des Missionars aus der Ehe mit Johanna Krieg (1853–1935) wuchsen bei Verwandten „zu Hause“ auf. Auf die ersten Schuljahre im Knabenhaus der Mission in Basel folgte für Hermann Bohner das Gymnasium in Speyer; anschließend, ab 1903, ein theologisches Studium (auch Geschichte, Philosophie) in Tübingen und Halle. Dieses wurde 1907 durch die Theologische Dienstprüfung vor dem pfälzischen Konsistorium abgeschlossen. Weitere Studien führten Hermann Bohner nach Straßburg (ab 9. Juni 1912) und Erlangen. 1913 erhielt er eine Anstellung als Lehrer im Landerziehungsheim Haubinda von Hermann Lietz, eine Stelle, die ihn tief beeinflusste.

### Tsingtao und Kriegsgefangenschaft (1914–1922)
Aus Bewunderung für Richard Wilhelm (bekannt als Übersetzer des I-Ging) nahm Hermann Bohner ab Sommer 1914 eine Tätigkeit als Lehrer für den Allgemein evangelisch-protestantischen Missionsverein am Deutsch-Chinesischen Seminar in Kiautschou (heute: Qingdao) auf, nachdem er noch zu Beginn des Jahres in Erlangen zum Dr. phil. promoviert worden war.
Mit Kriegsbeginn – einen Monat nach seiner Ankunft – folgte sein Einsatz als einfacher Soldat (Seesoldat 6. Kompanie, III. Seebataillon). Dafür wurden dann deutscherseits folgende Auszeichnungen „nachgereicht:“ 1; Eisernes Kreuz II. Klasse am 25. Oktober 1920, 2; Kolonialabzeichen am 22. März 1922, 3; Ehrenkreuz für Frontkämpfer am 14. Januar 1936.
Nach dem Fall Tsingtaos geriet Hermann Bohner am 14.11. in Kriegsgefangenschaft. Erst war er im Lager Matsuyama (Gef.-Nr. 2794, Heimatort: Mannheim), ab April 1917 im Kriegsgefangenenlager Bandō. Im Lager lernte er im Selbststudium Japanisch. Er hielt Vorträge zu Kunst und deutscher Literatur, die in der Lagerzeitschrift „Die Baracke“ dokumentiert sind. Um Neujahr 1920 wurde er freigelassen.

### Lehrtätigkeit in Japan (ab 1922/23)

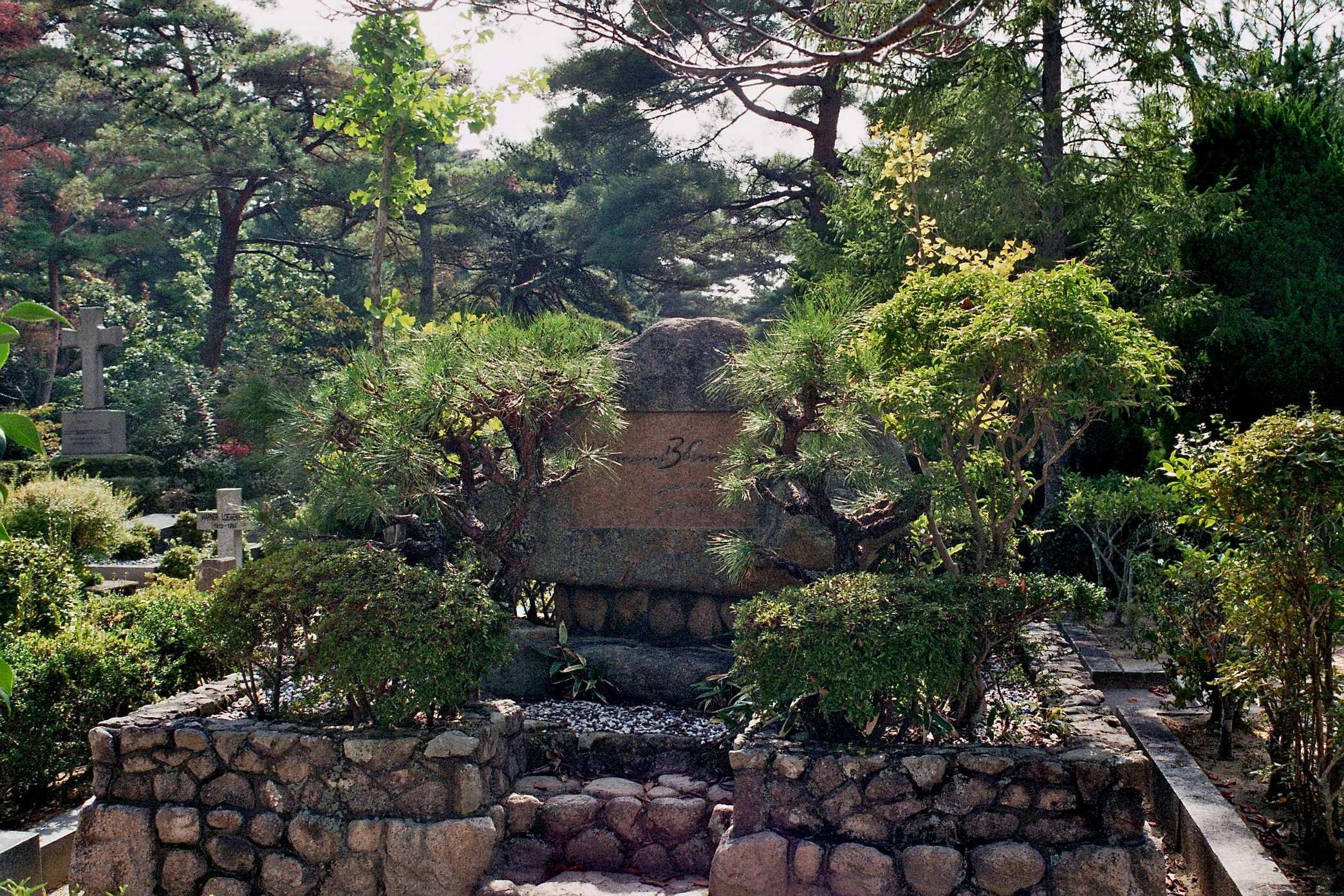
Hermann Bohners Grab (Ausländerfriedhof Kōbe 神戸市立外国人墓地)

Nach einem Aufenthalt bei Familie Hunziker, die ebenfalls Missionare waren, in Tokio, übernahm Hermann Bohner 1920 kommissarisch die Leitung der Anstalt in Tsingtao, bis der Nachfolger Richard Wilhelms ankam. Etwa zu dieser Zeit folgte der Ruf (1. April 1922) an die neu gegründete Ōsaka Gaikokugo Gakkō (gegründet im Dezember 1921; heute: Osaka University of Foreign Studies) als Deutschlehrer („Lektor“, in höheren Klassen auch für Geschichte, Literatur und Griechisch).
Im Sommer 1923 heiratete er Hanna Blumhardt (1883–1971), Tochter Christoph Blumhardts und Schwägerin Richard Wilhelms. Aus dieser Verbindung sind keine Kinder hervorgegangen.
Bohner war, aus der Wandervogelbewegung kommend, seit seiner Schulzeit ein begeisterter Wanderer. Seine Sommerurlaube verbrachte er meist in Karuizawa, wo sich schon vor dem Ersten Weltkrieg die in Japan ansässigen Deutschen informell zum Erfahrungsaustausch trafen.
Das Erziehungsministerium (Mombu-shō) ernannte Hermann Bohner 1925 zum kaiserlichen Beamten. Seine Stellung (seit 1951 als Professor) behielt er 41 Jahre lang bis zu seinem Tod inne – nur von zwei kurzen Deutschlandurlauben 1929 und 1937 unterbrochen. Eine geplante Reise 1963 konnte er nicht mehr antreten. Zeitweise war Bohner auch noch als Dozent an der Oberschule Naniwa (Naniwa kōtō gakkō) und ab 1941 an der Gaiji-Fachschule (Gaiji semmon gakkō) tätig; von 1960 bis 1963 in Teilzeit an der Tanki Daigaku der Universität.
Zum 1. April 1951 wurde er auch offiziell von seiner Universität zum Professor berufen. 1941 war ihm von der deutschen Reichsregierung eine Professur e. h. verliehen worden.
Eine Evakuierung aus seiner Wohnung (im Ortsteil Himematsu) im Krieg scheint nicht stattgefunden zu haben. Über die Situation in der unmittelbaren Nachkriegszeit ist nichts bekannt. Bohner ist nicht, wie viele andere Deutsche, interniert worden. Ebenso wenig war er vom Ausweisungsbefehl der amerikanischen Militärregierung 1947 betroffen, die sämtliche nach 1933 in Japan angekommenen Deutschen in die Heimat zurücksandte. Hermann Bohner starb an einem schmerzhaften Nervenleiden im Sommer 1963. Seine Witwe kehrte nach Deutschland zurück, wo sie 1971 verstarb.
Aus dem Nachruf, verfasst von Wilhelm Gundert:
„Ganz auf sich allein gestellt, ohne fremden Auftrag, ohne irgend ein Entgelt hat Hermann Bohner vierzig Jahre lang unser Wissen um Japan in einem Maße erweitert und vertieft, wie wohl nur ganz wenige Andere aus früheren Generationen. Wer hat ihm dafür gedankt? Es war gewiß eine Genugtuung für ihn, durch Vermittlung des deutschen Botschafters in Tōkyō vor dem Prinzen Takamatsu, dem Bruder des Kaisers, einen Vortrag halten und ihm sein Shōtoku-Werk überreichen zu dürfen, so wie später in den fünfziger Jahren seine Nō-Schriften. Aber es mußte ihn bekümmern, daß seine in Japan erschienenen Arbeiten in der Heimat bei weitem nicht die Beachtung finden konnten, welche sie verdienten. … In Hermann Bohner steht vor unserer zünftigen Wissenschaft eine einsame Gestalt, die mancherlei zu denken geben mag. Ihm ging es bei allem Forschen stets um das Zentrale. Das war in der „Japanologie“ für ihn der Logos Japans.“
„Darin allein lag für ihn Sinn und Wert der Japanologie; um dieses Wertes willen opferte er vierzig Jahre lang unentgeltlich seine freie Zeit und seine beste Kraft. Dabei war er für Menschen aller Art und ihre Nöte aufgeschlossen. Wo jemand sich an ihn um Rat und Hilfe wandte, Japaner, Deutsche, Schweizer, Amerikaner, Schweden, Dänen, da sprang er ein. … Umso bitterer war für ihn das Schicksal, welches ihn zu der an unseren Hochschulen beheimateten Ostasienwissenschaft ein engeres Verhältnis nicht hat finden lassen. Wohl ist auf der Höhe seines Lebens einmal auch an ihn, wie an jeden Ausländer im Fernen Osten, die Entscheidungsfrage herangetreten, ob es nicht an der Zeit wäre, nach der Heimat zurückzukehren und ihr mit dem im fremden Land und Volk Erarbeiteten zu dienen. Mit seinem großen Wissen und ganz seltenen Verständnis der japanischen Seele hätte er in Deutschland jeder Universität zur Zierde gereichen können. Aber dieser Wendepunkt fiel leider in die unheilschwangeren dreißiger Jahre, und wenn er angesichts der herrschenden Gewissensnotes vorzog, zuzuwarten, kann ihm das nur zur Ehre angerechnet werden. Nach 1945 aber war er für eine akademische Laufbahn in der Heimat schon zu alt, während daheim gleichzeitig die Ostasienforschung zu neuen Taten ausholte. Ihr gegenüber konnte er nur bleiben, was er war; der Japanforscher in der Urgestalt, wenn man so sagen darf, d. h. der Pionier weit draußen auf dem Feld, … Darum sei, was er an Schriften hinterlassen hat, unserer Japanologie ein kostbares Vermächtnis. Dann wird auch die Reinheit seines Strebens, die Größe seiner Leistung und nicht zuletzt die Weite und die Tiefe seiner Schau bei unserer Wissenschaft in dankbar ehrendem Gedächtnis bleiben.“
Die behauptete „Gewissensnot“ hinsichtlich des Nationalsozialismus scheint nicht bestanden zu haben. Immerhin hat Bohner das Werk Zen-Worte im Tee-Raume dem Nazi-Propagandisten Graf Dürckheim „zugeeignet“, für das vom Berliner Außenamt finanzierte Magazin The XXth Century geschrieben und im Auftrag der deutschen Botschaft 1942 einen Märchenband für deutsche Kinder im Osten verfasst. Eine Reflexion seinerseits scheint nicht stattgefunden zu haben. Zwar nennt er den Zweiten Weltkrieg einen „abgrundtiefen Sturz“, gleichzeitig erwähnt er noch 1954 Dürckheim positiv im Vorwort zu seinen „Japan-Bildern“. Insgesamt war er jedoch wohl ein unpolitischer Mensch.
Der japanische Film Baruto no Gakuen (Kinostart 17. Juni 2006) erzählt „die Geschichte außergewöhnlicher Völkerverständigung zwischen dem ‚einfachen Seesoldaten‘ Hermann Bohner  und dem Lagerkommandanten Toyohisa Matsue“. Darin wird hauptsächlich auf die Geschichte der Erstaufführung von Beethovens 9. Symphonie eingegangen.

## Leistungen
Hermann Bohner hielt es für die Hauptaufgabe der Japanologie, „Quellenmaterial durch Übersetzung zugänglich zu machen.“ Dies geschah meist durch Publikationen in den verschiedenen Serien der OAG und – für kleinere Schriften – in den Monumenta Nipponica. Vielfach hat er auch durch Druckkostenzuschüsse die Veröffentlichungen selbst mitfinanziert.
Seine erste Übersetzung war 1923 Westgraf und Lu Shang. Das erste bedeutende Geschichtswerk das Nihon Ryōiki als Legenden aus der Frühzeit des japanischen Buddhismus. Besonders gelungen war seine Übersetzung des Jinnō-Shōtō-Ki 1935 (神皇正統記) u.d.T. „Buch von der Wahren Gott-Kaiser-Herrschafts-Linie.“ Dafür wurde ihm von der Reichsregierung 1941 ein Prof. e. h. verliehen. Es folgte das Jōgū-Sōtoku-Hō-ō Teisetsu, insgesamt 22 Arbeiten zum Prinzregenten Shōtoku Taishi; dem Mönch und Sektenstifter Kōbō-Daishi. Als Vorlage für die historischen Quellenübersetzungen diente meist das Gunsho ruijū.
In den 1930er Jahren (Mit-)Herausgabe mehrerer Lehrbücher für Deutsch. Abhandlungen, Übersetzungen und Referate aus verschiedenen wissenschaftlichen Gebieten erschienen meist in den Monumenta Nipponica. Weiterhin übersetzte er japanische Dramen und Erzählungen der damaligen Gegenwart (1913–1940), u. a. von Okamoto Kidō (岡本 綺堂), Yamamoto Yūzō (山本 有三), Mushakoji (Shittoku) Saneatsu und Sasaki Kuni.
Für seine kulturellen Verdienste wurden ihm japanischerseits „hohe Orden“ der 5. (22. Dezember 1938; es handelt sich hierbei um den kun-gotō, der jedem kaiserlichen Beamten in der Kategorie sōnin-kan nach 13 Jahren Dienstzeit zustand) und 4. Klasse verliehen (20. März 1958). Die BRD sprach ihre Anerkennung für „besondere Verdienste“ am 10. Dezember 1954 aus.
Später wandte er sich dem Nō-Theater zu. Dabei ist der Versuch einer Gesamtübersicht über das Nō unvollendet geblieben. Herausragend sind die Werke 16 Bu Sesamis  und Die einzelnen Nō. Weitere Teile erschienen bis 1960. Auch die geplante Serie von „Japan-Bildern“ konnte er nicht zusammengestellt herausgeben, es existieren nur Teile in mimeographierter Form.

## Werke
- Werkverzeichnis mit über 60 Titeln, thematisch gegliedert: Hermann Bohner: Abhandlungen und Veröffentlichungen Ostasien betreffend; Osaka 1955 (Volltext)
- Hermann Bohner: Nô. Die einzelnen Nô. OAG. Tôkyô, 1956.
- Hermann Bohner: Nô. Einführung. OAG. Tôkyô, 1959.